# Cher (řeka)
Cher (okcitánsky Char) je řeka ve střední Francii, dlouhá 368 km, která je levostranným přítokem Loiry. Podle řeky se od roku 1790 jmenuje departement Cher.

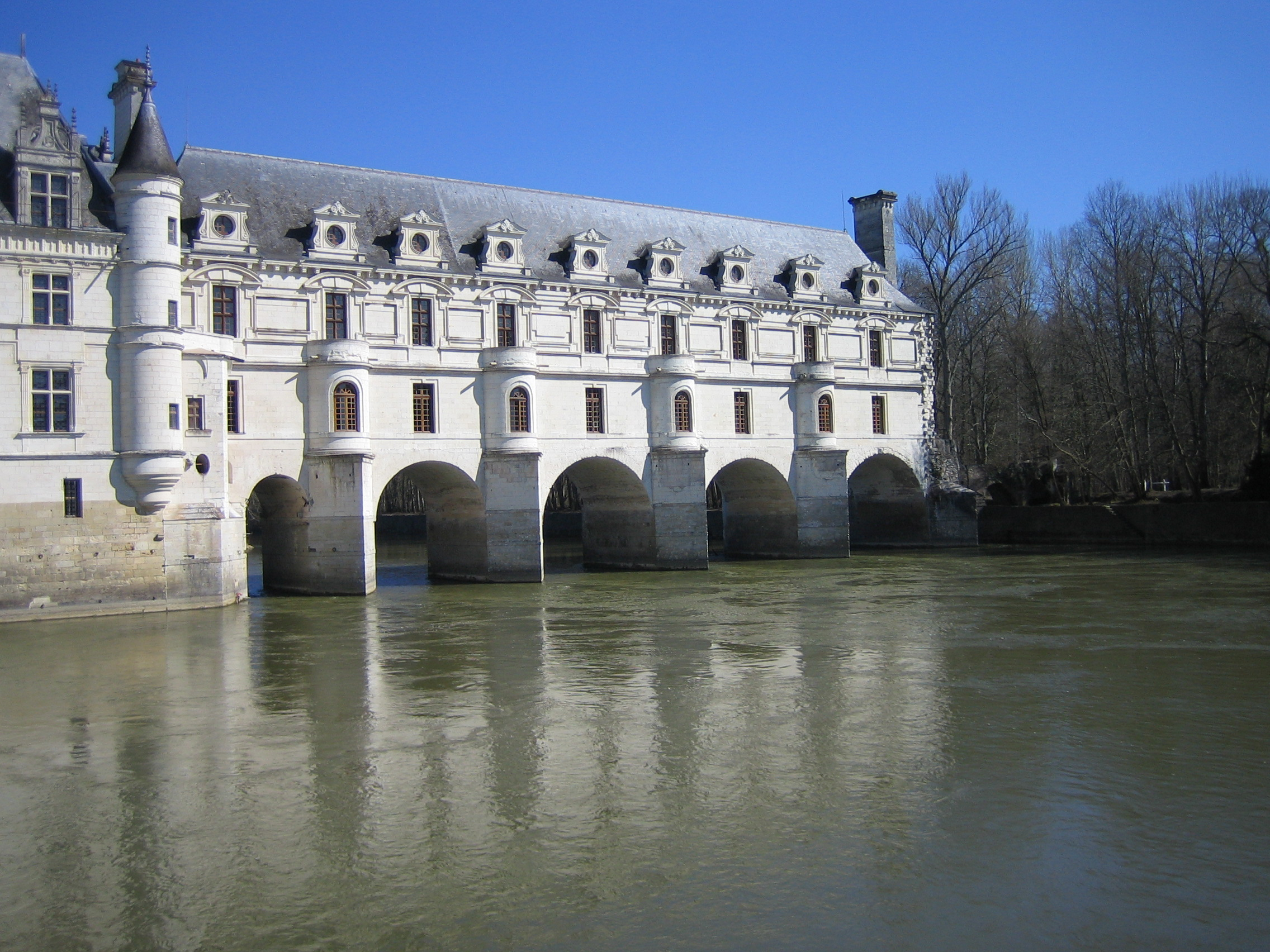
Zámek Chenonceau

Cher pramení na náhorní plošině Combrailles ve Francouzském středohoří a teče severním směrem, u Vierzonu obrací tok na západ a nedaleko obce Villandry se vlévá do Loiry. Protéká departementy Creuse, Puy-de-Dôme, Allier, Cher, Loir-et-Cher, Indre a Indre-et-Loire, na řece leží významná města Montluçon, Saint-Amand-Montrond, Saint-Florent-sur-Cher, Vierzon, Montrichard, Bléré a Tours. Nejdelšími přítoky jsou Tardes a Arnon zleva a Aumance, Yèvre a Sauldre zprava.
Řeka vznikla v období pleistocénu. Její název pochází z indoevropského základu Kʰar (kámen). Množství vody prochází značnými sezonními výkyvy, poměrně časté jsou povodně, k největším došlo v letech 1856 a 1940. Ve městě Tours byl na ochranu před velkou vodou tok řeky v šedesátých letech 20. století zregulován. Architektonickou raritou je zámek Chenonceau, postavený na mostě nad řekou.
Za druhé světové války tvořila část toku hranici mezi územím okupovaným Němci a vichistickou Francií.